# Palestrina (opéra)
Palestrina est un opéra en trois actes du compositeur allemand Hans Pfitzner dont la première eut lieu en 1917. Le compositeur le qualifiait de Musikalische Legende (légende musicale). Il écrivit le livret lui-même en s'inspirant d'une légende selon laquelle le musicien de la Renaissance Giovanni Pierluigi da Palestrina sauva l'art du contrepoint (polyphonie) pour l'Église au XVIe siècle par sa composition de la Missa Papæ Marcelli. Le contexte général est celui de la Réforme protestante en Europe et du rôle de la musique dans cette dernière. Le caractère du cardinal Borromée y est dépeint, et une session générale du Concile de Trente est l'élément central de l'acte II.
La première fut dirigée par Bruno Walter. Le 16 février 1962, la veille de sa mort, il conclut sa dernière lettre par ces termes : « Malgré toutes les tristes expériences d'aujourd'hui je suis toujours persuadé que Palestrina perdurera. L'œuvre a tous les éléments de l'immortalité ».

## Histoire des représentations
L'œuvre fut jouée pour la première fois au théâtre du Prince-Régent, à Munich, le 12 juin 1917. Le rôle-titre fut interprété par le ténor Karl Erb (de). Pfitzner écrivit dans son exemplaire de la partition :
« Ich erachte es als einen der seltenen Glückumstände in meinem Kunstlerleben, dass mein grösstes Werk bei seinem ersten Erscheinen in der Welt fur seine Haupt- und Titel-rolle einen solch idealen Vertreter gefunden hat, wie Sie, lieber Karl Erb es sind. Ihr Name ist mit diesem Stück deutscher Kunst fur alle Zeiten ruhmreich verbunden. »
— M. Müller-Gögler, Karl Erb: Das Leben Eines Sängers

« Je considère comme l'un des rares moments heureux de ma vie que ma meilleure œuvre ait trouvé l'interprète idéal que vous êtes, cher Karl Erb, pour son rôle principal et rôle-titre. Votre nom sera à jamais lié glorieusement à cette pièce de l'art allemand. »
— Karl Erb: Das Leben Eines Sängers
 Dans les premières représentations, Maria Ivogün (future épouse de Karl Erb) joua le rôle d'Ighino ; Fritz Feinhals et Emil Schipper, Borromeo ; Willi Birrenkoven, Budoja sous la baguette de Bruno Walter. 
Plus tard, le rôle de Palestrina fut joué par Julius Patzak, successeur de Karl Erb par son style de chant[réf. souhaitée].
Palestrina, opéra de Pfitzner qui a connu le plus de succès, est encore régulièrement interprété dans les pays germanophones, mais les reprises à l'étranger sont plus rares. Au Royaume-Uni, la première, celle d'une production semi-professionnelle, eut lieu à l'Abbey Opera en 1981, et la première production britannique professionnelle eut lieu à la Royal Opera House, à Covent Garden, en 1997.

## Rôles principaux
| Rôle                                                                  | Voix,                                                                        | Distribution à la première, le 12 juin 1917 (chef d'orchestre : Bruno Walter) |
| --------------------------------------------------------------------- | ---------------------------------------------------------------------------- | ----------------------------------------------------------------------------- |
| Giovanni Pierluigi da Palestrina                                      | ténor lyrique                                                                | Karl Erb                                                                      |
| Lucretia, son épouse défunte                                          | alto dramatique                                                              | Luise Willer (en)                                                             |
| Ighino, son fils                                                      | soprano léger                                                                | Maria Ivogün                                                                  |
| Silla, son élève                                                      | mezzo-soprano dramatique                                                     | Emmy Krüger (en)                                                              |
| Le cardinal Bernardo Novagerio, légat papal                           | ténor                                                                        | Paul Kuhn                                                                     |
| L'évêque de Budoja                                                    | ténor bouffe                                                                 | Willi Birrenkoven                                                             |
| Carlo Borromeo, cardinal romain                                       | baryton héroïque                                                             | Fritz Feinhals                                                                |
| Le cardinal Giovanni Morone, légat papal                              | baryton                                                                      | Friedrich Brodersen (en)                                                      |
| Le comte Luna, envoyé du roi d'Espagne                                | baryton                                                                      | Alfons Gustav Schützendorf                                                    |
| Le pape Pie IV                                                        | basse                                                                        | Paul Bender                                                                   |
| L'évêque Ercole Severolus, maître des cérémonies au Concile de Trente | basse                                                                        | Alfred Bauerberger                                                            |
| Le cardinal Cristoforo von Madruscht, prince-évêque de Trente         | basse                                                                        | Max Gillman                                                                   |
| Theophilus, évêque d'Imola                                            | ténor                                                                        |                                                                               |
| Le cardinal de Lorraine                                               | basse                                                                        |                                                                               |
| Abdisu (en), patriarche d'Assyrie                                     | ténor                                                                        |                                                                               |
| Antonín Brus z Mohelnice (en), archevêque de Prague                   | basse                                                                        |                                                                               |
| Avosmediano, évêque de Cadix                                          | baryton-basse                                                                |                                                                               |
| Neuf musiciens du passé                                               | Trois ténors, trois barytons et trois basses                                 |                                                                               |
| Trois anges                                                           | soprano dramatique colorature soprano lyrico spinto mezzo-soprano dramatique | Delia Reinhardt                                                               |
| Petits rôles, personnages muets, chœur                                |                                                                              |                                                                               |

## Synopsis

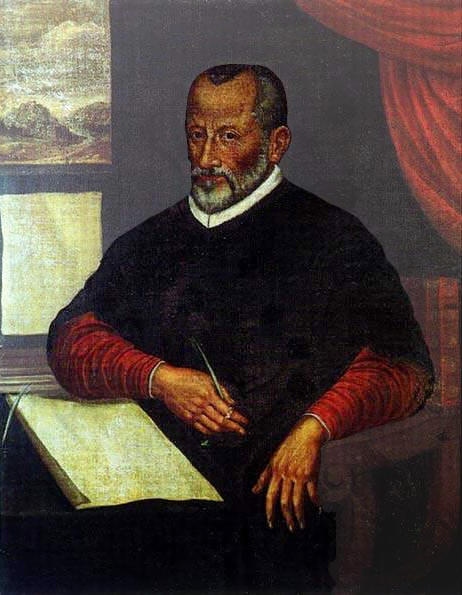
Palestrina

### Acte I
Une salle dans la maison de Palestrina, à Rome, vers 1560

(Scène 1) Silla, élève de Palestrina, essaye un chant séculier qu'il a écrit et prévoit de mener une nouvelle vie à Florence, où il espère trouver sa propre voix en tant que chanteur et chansonnier. Rome s'accroche à sa polyphonie désuète autant qu'elle défend sa religion. (2) Ighino et Silla débattent du chant : Silla pense que le chanteur devrait être autonome, mais Ighino pense que la vraie force consiste à subordonner son être à l'idée complexe plus générale. Il est triste parce que son père est découragé : la renommée l'a fait jalouser par d'autres, son mariage a amené le pape à le congédier, et son épouse est morte en le sachant. Depuis, Palestrina n'a rien composé. Silla lui chante sa nouvelle chanson. (3) Le cardinal Borromeo visite Palestrina pour lui expliquer qu'à cause de la laïcité croissante, le pape prévoit de bannir la polyphonie de la messe et des autres offices, de brûler les chefs-d'œuvre polyphoniques et de revenir entièrement au chant grégorien. L'empereur Ferdinand Ier espère qu'on pourra composer une nouvelle messe polyphonique qui apaise ses craintes. Borromeo veut que Palestrina s'en charge, mais, ayant le moral bas, ce dernier refuse, et Borromeo quitte en colère. (4) Palestrina médite sur la perte de sa foi et la faiblesse de l'amour. Les esprits des grands musiciens du passé apparaissent et l'entourent. (5) Ils lui disent qu'il appartient à leur groupe d'élus et doit accomplir la tâche. Il proteste que l'art ne peut fleurir, vu la sensibilité ("Bewusstseins") moderne. Avant de disparaître, les esprits répondent que c'est sa mission terrestre : il doit apporter la lumière à sa génération. (6) Dans la noirceur de sa chambre, des anges commencent à apparaître en chantant la messe et l'esprit de son épouse défunte approche. Sans les voir, Palestrina sent une vague de joie comme les murs et le plafond s'ouvrent sur un ciel céleste plein de gloire et d'anges qui chantent le Gloria. Dans un élan créateur, Palestrina est inspiré, et lorsque tout s'estompe, il sombre épuisé dans le sommeil, entouré de feuilles de musique éparpillées. (7) Silla et Ighino entrent et trouvent la musique : une messe complète écrite en une nuit. Ighino s'en réjouit, mais Silla reste sceptique.

### Acte II
La grande salle du palais du cardinal Madruscht à Trente

(Scène 1) L'évêque Severolus et le légat papal Novagerio préparent la salle pour la dernière session générale du Conseil de Trente. Le cardinal de Lorraine (qui est arrivé à un compromis avec le pape) et le comte Luna, envoyé du roi d'Espagne (qui favorise le protestantisme), doivent être assis également et sans préséance. (2) Le cardinal Madruscht et Novagerio parlent de la prochaine décision en attendant les délégués et accueillent Borromeo. (3) Pendant l'arrivée des délégués, Borromeo et Novagerio parlent politique : l'empereur Ferdinand et son fils Maximilien prévoient d'exercer leur empire sur le monde catholique (y compris l'Allemagne) à partir du trône espagnol, en union avec la royauté de Rome, qui est offerte à Maximilien même s'il est porté au luthéranisme. Mais le pape veut préserver le dogme en interprétant les décrets impériaux. Borromeo explique que Palestrina a refusé la commande de la nouvelle messe polyphonique. Novagerio insiste pour qu'on soumette Palestrina ou l'écrase. (4) Le cardinal Madruscht déplore le compromis auquel le cardinal de Lorraine est arrivé avec Rome et engage celui de Prague à rester inébranlablement en faveur des réformes de la doctrine. Les Espagnols arrivent et regardent avec mépris les Italiens et l'évêque de Budoja. L'autre légat papal, Morone, arrive, et la session débute. (5) Morone ouvre la séance en espérant que l'empereur, le pape et les princes partagent le même but. La question de la messe polyphonique est soulevée, mais Borromeo répond qu'elle n'est pas réglée. La question de la messe profane et du bréviaire est posée, mais le comte Luna et le cardinal de Lorraine se disputent la préséance, et Budoja perturbe la procédure pour détourner le plaidoyer du comte. Le chaos s'instaure : la séance est reportée à l'après-midi, où il faudra tout régler. Les délégués se dispersent. (6) Le cardinal de Lorraine affirme à Morone qu'il devrait avoir préséance, mais Morone lui en veut d'avoir provoqué le comte Luna. Novagerio demande au cardinal de Lorraine de considérer les intérêts du pape. Badoja devient déplaisant. (7) Les serviteurs espagnols et un groupe de serviteurs allemands et italiens s'invectivent les uns les autres et en viennent aux couteaux. Le cardinal Madruscht paraît avec une troupe de soldats et leur commande de tirer. Une salve est tirée et fait de nombreux morts et blessés : tous les survivants sont capturés et emmenés pour être torturés.

### Acte III
La maison de Palestrina à Rome, comme à l'acte I

(Scène 1) Palestrina, âgé et très las, attend dans sa chambre avec Ighino et quelques choristes. Borromeo l'a emprisonné pour avoir refusé la commission, mais Ighino a remis la musique de la messe pour sauver son père de la pendaison. La messe est maintenant chantée devant le pape. Ighino supplie son père de reprendre vie et d'embrasser le fils qui l'aime. On entend soudain les voix des chanteurs de la chapelle papale chanter dans la rue : « Vive Palestrina, le sauveur de la musique ! » (2) Les chanteurs pontificaux entrent dans la salle et disent que la messe a beaucoup plus à tout le monde. Le pape Pie IV lui-même entre avec huit cardinaux, dont Borromeo, Palestrina s'agenouille, et le pape lui demande de revenir et de diriger le Chœur de la chapelle Sixtine jusqu'à la fin de sa vie. Les prélats quittent, mais Borromeo reste. Il se prosterne en larmes et demande pardon à Palestrina. Palestrina le relève, l'embrasse sur la joue en l'entourant de ses bras, car tous deux sont des vaisseaux brisés qui doivent être remplis du souffle de l'amour. Borromeo, qui n'en mène pas large, quitte : Ighino embrasse son père et lui demande s'il va désormais être heureux. Silla est allé à Florence, mais Ighino va rester : le garçon se précipite dans la rue, transporté de joie. Palestrina regarde le portrait de son épouse et, avec une expression de dévotion à Dieu, s'assoit à l'orgue et se met à jouer.

## Enregistrements
- Deutsche Grammophon 427 417-2 (réédition sur CD) : Nicolai Gedda, Karl Ridderbusch, Bernd Weikl, Herbert Steinbach, Dietrich Fischer-Dieskau, Victor von Halem, John van Kesteren, Peter Meven, Hermann Prey, Friedrich Lenz, Adalbert Kraus (en), Franz Mazura, Helen Donath, Brigitte Fassbaender, Gerd Nienstedt ; chœur de la radio de Bavière ; Tölzer Knabenchor ; Orchestre symphonique de la Radiodiffusion bavaroise, Rafael Kubelík, chef d'orchestre

- (Enregistrement d'antenne d'une représentation devant public, 1951), Opera D'Oro 3MCD 975.170 (réédition sur CD) : Julius Patzak, Hans Hotter, Ferdinand Frantz, Georg Wieter, Franz Klarwein, Katja Sabo, Kathe Neuburg, chœur et orchestre du Bayerische Staatsoper (Théâtre du Prince-Régent), Robert Heger, chef d'orchestre

- (Enregistrement en studio, Cologne 1952), Mytho Records 3CD 021.H060 (réédition sur CD) : Julius Patzak, Hans Hotter, Dietrich Fischer-Dieskau, Gottlob Frick, Anny Schlemm (en), Richard Kraus, chef d'orchestre

- (Enregistrement en direct, Berlin 1986, 1988), Berlin Classics 3CD 0310001: Peter Schreier, Siegfried Lorenz, Ekkehard Wlaschiha, Fritz Hübner, Hans-Joachim Ketelsen, Peter-Jürgen Schmitd, Carola Nossek, Rosemarie Lang; Chor der Deutschen Staatsoper Berlin; Staatskapelle Berlin; Otmar Suitner, chef d'orchestre